# علم الفلك البصري
علم الفلك البصري (بالإنجليزية: Optical astronomy) فلك الضوء المرئي Visible-light astronomy
ويشمل علم الفلك البصري مجموعة متنوعة من من عمليات الرصد باستخدام التلسكوبات البصرية الحساسة في نطاق ألاطياف المرئية من الضوء. والضوء المرئي هو جزء من الطيف الكهرومغناطيسي للضوء المنبعث من ترددات الإشعاع الكهرومغناطيسي
ويشمل الطيف الكهرومغناطيسي مجموعة متنوعة من ترددات مختلفة مثل الضوء المرئي، أشعة غاما، الأشعة فوق البنفسجية والأشعة تحت الحمراء، والموجات الدقيقة الرادار، وموجات الراديو، وهذا غيض من فيض.
ويتضمن الفلك البصري استعمال التلسكوبات البصرية التي تلتقط الأشعة المرئية وتحت الحمراء لتكوين صور للشمس والكواكب وأشياء أخرى قريبة نسبيا
ويشمل علم الفلك البصري تصوير الأجرام الفلكية وقياس كمية الضوء القادمة منها ودراسة الخطوط الطيفية لمعرفة ما نوع المادة التي يمر من خلالها الضوء، علم فلك الضوء المرئي هو جزء من علم الفلك البصري، ويختلف عن طرق الرصد الفلكية الأخرى التي تعتمد على أنواع غير مرئية للضوء في طيف الإشعاع الكهرومغناطيسي، مثل موجات الراديو، وموجات الأشعة تحت الحمراء والموجات فوق البنفسجية وموجات الأشعة السينية.

## تاريخ

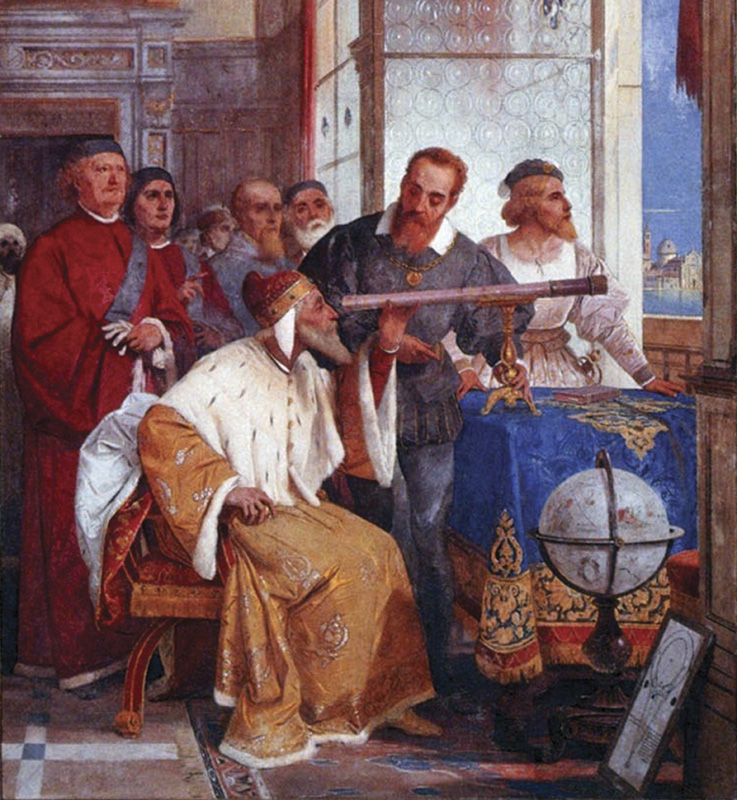
تصوير جصي لجوسيب بيرتيني يظهر فية غاليليو غاليلي يشرح لدوج البندقية كيفية استخدام التلسكوب

ابتداء علم الفلك البصري منذ لاحظ البشر لأول مرة السماء ليلا منذ آلاف السنين. وكان الإنسان من وقت مبكر لدية الحد الأدنى من المعلومات المسجلة، وهناك رسومات في الكهوف للمذنبات، والسوبرنوفا، والنجوم، وكسوف الشمس، وأكثر من ذلك. وكلها ملاحظات بالعين المجردة،
في عام 1600 قبل الميلاد. سجل البابليون مواقع الكواكب، وأوقات الكسوف. أخذ الإغريق هذه المعلومات واستمروا في توسيع معارفهم حول النجوم.
قام هيبارخوس بعمل أول كتالوج للنجوم عام 100 قبل الميلاد، من هناك بدأ الإنسان بتكوين صورة وونماذج أكثر تفصيلا للنظام الشمسي. تم إنشاء أول تلسكوب في القرن ال17 قبل
و يمكننا القول أن علم الفلك البصري بدأ مع غاليليو، الذي كان أول من استعمل منظاراً فلكياً.في سنة 1609 فقد رأى أن في القمر مرتفعات، وأن الشمس تنتقل على محاورها، وأن كوكب المشتري له أقمار، مثلها مثل القمر الذي يدور حول الأرض، ورأى أن الطريق اللبني ليس مجرد سحابة من الضوء إنما هو يتكون من عدد هائل من النجوم المنفصلة والسديم.
وكتب كتاباً تحدث فيه عن ملاحظاته ونظرياته.

## علم الفلك البصري في الوقت الحالي
يتأثر وضوح الأجسام السماوية في السماء ليلا بسبب التلوث الضوئي.ووجود القمر في السماء ليلا أعاق تاريخيا الرصد الفلكي عن طريق زيادة كمية الإضاءة المحيطة.و مع ظهور مصادر الضوء الاصطناعي فقد كان التلوث الضوئي مشكلة متنامية لمشاهدة السماء ليلا. يمكن الفلاتر والتعديلات على مصابيح خاصة تساعد على التخفيف من حدة هذه المشكلة، لذلك يفضل علماء الفلك المحترفين والهواة المواقع التي تقع بعيدا عن المناطق الحضارية الرئيسية لمشاهدة السماء.

## وصلة خارجية
Visible Light Astronomy
1. ↑  "معلومات عن علم الفلك البصري على موقع jstor.org". jstor.org. مؤرشف من الأصل في 2020-09-06.
2. ↑  "معلومات عن علم الفلك البصري على موقع astrothesaurus.org". astrothesaurus.org. مؤرشف من الأصل في 2021-03-19.